# Karabinjerska častniška šola
Karabinjerska častniška šola (izvirno italijansko Scuola ufficiali carabinieri) je vojaška šola Korpusa karabinjerjev, ki je odgovorna za šolanje novih karabinjerskih častnikov.
Trenutni komandant šole je divizijski general Ugo Zottin.

## Zgodovina
Predhodnice šole
Za izvirno šolo velja Scuola per marescialli d'alloggio aspiranti al grado di sottotenente, ki je bila ustanovljena 17. maja 1884 v Torinu. Novembra naslednjega leta je bila šola prestavljena v Rim. Leta 1906 je bila šola preimenovana v Scuola allievi ufficiali dei carabinieri. V Rimu je šola delovala do leta 1926, ko se je preselila v Firence, kjer je bila leta 1928 ustanovljena Centralna šola karabinjerjev (Scuola Centrale dei Carabinieri). 1. novembra 1952 je bila šola prestavljena nazaj v Rim, kjer je prevzela tudi novo ime: Aplikacijska šola karabinjerjev (Scuola di Applicazione dell'Arma dei Carabinieri).
Trenutno
10. novembra 1976 je bila šola preimenovana v trenutni naziv in prestavljena v Vojašnico Ugo de Carolis v Rimu.
Šola je oblikovana kot univerzitetni kampus; v sklopu šole imajo multimedijske predavalnice, knjižnico, jezikovne in računalniške laboratorije, strelišče, telovadnico in športne objekte,... V šoli gojenci pridobijo klasično univerzitetno izobrazbo kot vojaško (enaka kot tista, ki jo prejmejo gojenci Vojaške akademije v Modeni), kot tudi specialistične tehniške in logistične tečaje. Na šoli se šolajo tudi častniki iz drugih oboroženih sil, tako znotraj kot izven Nata. 
Osnovno izobraževanje traja tri leta: po prvih dveh letih prejmejo gojenci čin podporočnika, medtem ko po uspešno končanem izobraževanju prejmejo čin poročnika.